# Indochinesischer Schwarzlangur
Der Indochinesische Schwarzlangur (Trachypithecus ebenus) ist eine Primatenart aus der Gruppe der Schlankaffen (Presbytini). Er gehört innerhalb der Haubenlanguren zur francoisi-Gruppe, einer Gruppe vorwiegend schwarz gefärbter, hauptsächlich auf der Indochinesischen Halbinsel lebender Languren.
Im Gegensatz zu den anderen Vertretern der francoisi-Gruppe haben die Indochinesischen Schwarzlanguren ein gänzlich schwarzes Fell – die weißen Gesichtszeichnungen der übrigen Arten fehlen ihnen. Wie alle Haubenlanguren sind sie schlank gebaute Primaten mit einem Haarschopf am Kopf und einem sehr langen Schwanz. 
Diese Primaten leben in Vietnam und Laos. Sie kommen in Laos in den Provinzen Khammuan und Savannakhet und in Vietnam in der Provinz Quảng Bình vor. Lebensraum sind bewaldete Karstregionen.
Über die Lebensweise ist kaum etwas bekannt, vermutlich stimmt sie mit der der übrigen Haubenlanguren überein. Demzufolge sind Indochinesische Schwarzlanguren tagaktive Baumbewohner, die in Haremsgruppen mit einem Männchen, einem oder mehreren Weibchen und den Jungtieren zusammenleben und sich vorwiegend von Blättern und anderem Pflanzenmaterial ernähren. Auch der Gefährdungsgrad dieser Art ist nicht bekannt.
Der Indochinesische Schwarzlangur wurde erst 1995 erstbeschrieben, zunächst als Unterart des Schwarzen Haubenlangurs. Heute wird er hingegen als Mitglied der francoisi-Gruppe geführt, entweder als eigenständige Art oder als Unterart des Tonkin-Schwarzlangurs.